# 1,1'-二锂代二茂铁
1,1'-二锂代二茂铁是一种有机铁/有机锂化合物，化学式为Fe(C5H4Li)2，它通常以溶剂合物的形式产生并分离，醚或叔胺类配体与锂配位。

## 合成与反应
1,1'-二锂代二茂铁可由二茂铁和正丁基锂反应得到，该反应和计量比无关（单锂代二茂铁需要特殊反应条件）。锂化反应通常在四甲基乙二胺（tmeda）存在下反应，产物从溶液中以加合物[Fe(C5H4Li)2]3(tmeda)2的形式结晶出来。它在四氢呋喃中重结晶，可以得到[Fe(C5H4Li)2]3(THF)2。
它可以和一系列亲电试剂反应，铷环八硫、氯代膦、氯硅烷等。具有键应力的化合物发生开环反应。

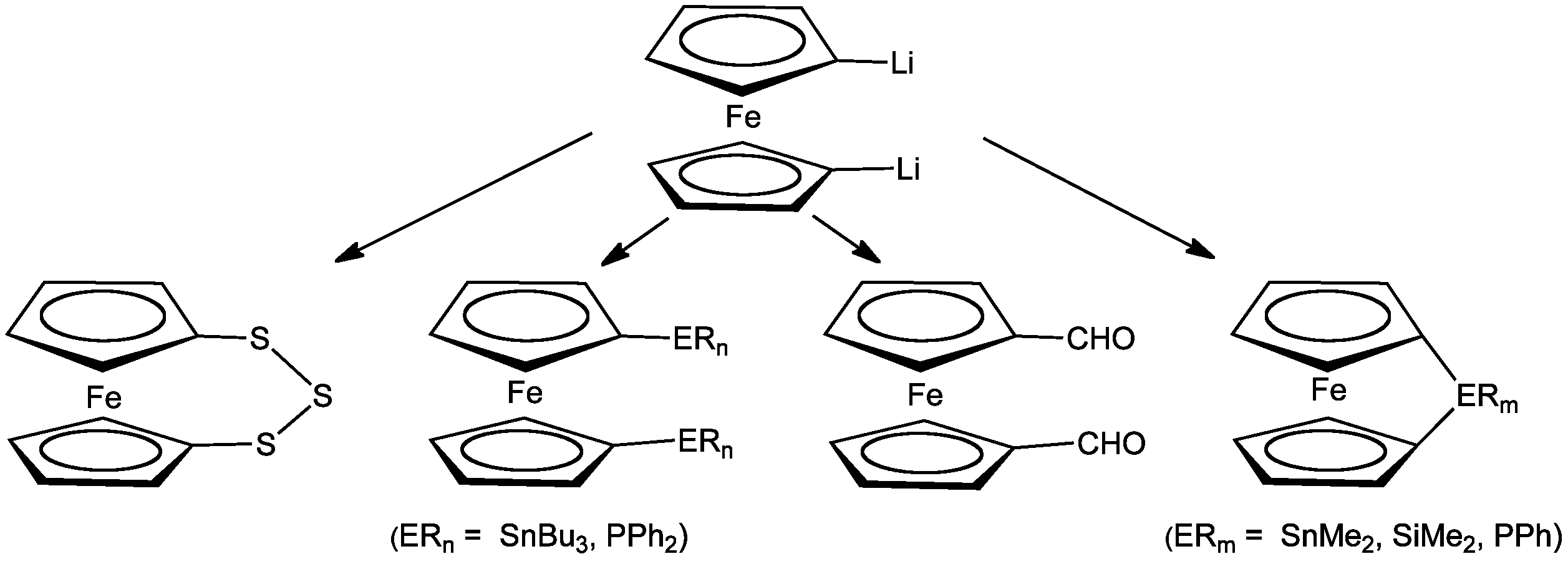
二锂代二茂铁的一些反应